# Blue (film, 2009)
Pour les articles homonymes, voir Blue.
Pour plus de détails, voir Fiche technique et Distribution.
Blue est un film indien réalisé en 2009 par Anthony D'Souza.
Kylie Minogue y fait un caméo dansé dans un morceau inédit : Chiggy Wiggy.

## Fiche technique
Sauf indication contraire, les informations mentionnées dans cette section peuvent être confirmées par la base de données cinématographiques IMDb,  présente dans la section « Liens externes ».
- Titre : Blue
- Réalisateur et scénariste : Anthony D'Souza
- Dialogues : Mayur Puri
- Producteur : Dhilin Metha
- Musique du film : Allah Rakha Rahman
- Directeur de la photographie : Laxman Utekar
- Montage : Shyam K. Salgonkar
- Société(s) de production : Warner Bros. Pictures et Shree Ashtavinayak Cine Vision
- Format : Couleur - 2,35:1 - 35 mm  - Son Dolby Digital
- Pays d'origine : Inde
- Langue : Hindi
- Genre : Action, aventure et thriller
- Durée : 119 minutes
- Date de sortie :	
  -  France : 12 septembre 2010
  -  Inde : 16 octobre 2009
- Sorti DVD : 16 octobre 2010

## Distribution
- Akshay Kumar : Aarav Malhotra
- Sanjay Dutt : Sagar 'Sethji' Singh
- Zayed Khan : Sameer 'Sam' Singh
- Kylie Minogue : Kylie
- Lara Dutta : Mona
- Rahul Dev : Gulshan
- Kabir Bedi : Captain Jagat Malhotra
- Katrina Kaif : Nikki